# Tłumaczów (przystanek kolejowy)
Tłumaczów – dawny kolejowy przystanek osobowy w Tłumaczowie, w gminie Radków, w powiecie kłodzkim, w województwie dolnośląskim, w Polsce.
Znajduje się na nim 1 peron. Został wybudowany w październiku 1911 roku przez KPEV (StEG). Zamknięty został w marcu 1946 roku. Zlikwidowany został w sierpniu 1969 roku.